# Hawes Island
Hawes Island ist eine winzige Insel in der Guiana Bay vor der Ostküste der Karibikinsel Antigua des Staates Antigua und Barbuda.

## Lage und Landschaft
Hawes Island liegt vor der Küste von Coconut Hall und der Bucht Crumps Wharf in der Guiana Bay. Verwaltungsmäßig gehört sie zum Saint Peter’s Parish.